# Le Ménil-Vicomte

Le Ménil-Vicomte este o comună în departamentul Orne, Franța. În 1 ianuarie 2022 avea o populație de 26 de locuitori.